# Del Castilho
Del Castilho és un barri de la Zona Nord del municipi de Rio de Janeiro.
Limita amb els barris de Higienópolis, Maria da Graça, Cachambi i Inhaúma.
El seu IDH, l'any 2000, era de 0,860, el 42 millor del municipi de Rio, havent estat calculat juntament amb el barri Maria da Graça.

## Història
L'àrea territorial de l'actual barri de Del Castilho formava part de la Freguesia de Inhaúma: anomenada Hisenda del Capão do Bisbe, era un dels més importants latifundis de la regió, perquè abastava les plantacions de cafè a l'interior del país. Tallada per l'Estrada Real de Santa Cruz, en el tram de l'actual Avinguda Dom Helder Câmara, a finals del segle xviii, la propietat pertanyia a Dom José Joaquim Castelo Branco, primer bisbe de Rio de Janeiro. La seu de la hisenda està catalogada pel patrimoni estatal.
L'origen del nom del barri és incert. Hi ha qui afirma provenir d'un espanyol, anomenat Henrique de Castela, i que atribueix el bateig al polític i enginyer Paulo de Frontin, que hauria homenatjat un amic quan l'estació de tren va ser inaugurada, el 1898. Els anys 1940, durant el govern del president Eurico Gaspar Dutra, van ser construïts diversos conjunts d'habitatges a l'àrea.
De capital anglès, va funcionar entre 1924 i 1991, la fàbrica Companhia Nacional de Tecidos Nova América, que va contribuir a la formació d'aquest barri, tenint fins avui entre els seus habitants (també dels barris veïns), descendents d'immigrants britànics (anglesos principalment) i d'altres països europeus, els quals es van concentrar en l'anomenat Barri dos Ingleses.

## Dades
El barri de Del Castilho forma part de la regió administrativa d'Inhaúma. Els barris integrants de la regió administrativa són: Del Castilho, Engenho da Reina, Higienópolis, Inhaúma, Maria da Graça i Tomás Coelho.